# Нильсен, Оге Стен
Оге Стен Нильсен (норв. Åge Sten Nilsen, родился 22 ноября 1969 в Сарпсборге) — норвежский рок-музыкант, известный по выступлению за рок-группу Wig Wam (выступал под псевдонимом «Glam»).

## Биография
В молодости Нильсен увлекался футболом и бейсболом, а также был опытным рисовальщиком. В возрасте 14 лет выступил на конкурсе талантов во Фредрикстаде и занял 2-е место. Профессиональную карьеру начинал в группе «Heads'N Tails». Под псевдонимом G-sten выступал в отборе на Евровидение-1998 с песней «Always Will», заняв 3-е место. В 2000 году выпустил альбом G-sten, который был перезаписан в декабре 2006 года под именем Wolf & Butterfly, а в 2001 году пришёл в группу Wig Wam. С группой Wig Wam дважды участвовал в отборе на Евровидение в 2004 и 2005 годах: в 2005 году победил на отборе, с группой в Киеве на Евровидении занял с песней «In My Dreams» 9-е место.
Нильсен играл роль судьи в мюзикле «Шахматы», поставленном в Oslo Spektrum с 9 по 12 ноября 2006 года. Был ведущим норвежской версии музыкального телешоу «Singing Bee» и участвовал в музыкальном шоу хоров «Det store korslaget». 17 октября 2007 года в театре City Scene Фредрикстада им была поставлена пьеса Нильсена «The Show Must Go On» — трибьют-группе Queen, на которую были проданы 60 тысяч билетов. 30 января 2008 года в театре Драммена прошла её премьера. Нильсен стал первым певцом, давшим 10 концертов в театре Драммене. Вместе с ним выступали Стиан Йонейд и Йонас Грот.
9 февраля 2009 года Нильсен выпустил свой второй альбом Glamunition. В 2013 году основал группу Ammunition, с которой в 2017 году вышел в финал отбора на Евровидение.
В 1999 году Нильсен женился на Ранде Юдит. В браке родились дочери Теле-Кристин (1991) и Оде (1999).

## Сольная дискография

### Альбомы
- G-sten (2000)
- Wolf & Butterfly (2006)
- Glamunition (2009)
- The Show Must Go On — en hyllest til Queen live fra Drammens Teater 2009 (2012)
- Shanghaied (2014)
- TBA (2017)

### Синглы
- Always Will (1998)
- Wolf & Butterfly (2000)
- Halloween (2006), с De Dresserte Elger
- Don't Feed the Broken Hearted (2006)
- No Cigar (2006)
- Jeg vil være heavyrocker (2007), с Fride Amundsen и Teeny
- The Treasure (2011), с Team Åge
- Shady Haze of Grey (2012), с The Jan Holberg Project
- Do You Like It (2014)
- Tie Me Down (2014)
- Lighthouse (2014)
- Road to Babylon (2014)
- Krigær for Sarpsborg (2015)
- Wrecking Crew (2017)

## Дискография Wig Wam

### Альбомы
- 667.. The Neighbour of the Beast (2004)
- Hard to Be a Rock 'n' Roller (2005)
- Hard to Be a Rock 'n' Roller.. in Kiev! (2005)
- Wig Wamania (2006)
- Live in Tokyo (2007)
- Non Stop Rock'n'Roll (2010)
- Wall Street (2012)

### Синглы
- Crazy Things (2004)
- I Turn to You (2004)
- Hard to Be a Rock'n Roller (2004)
- In My Dreams (2005)
- Bless the Night (2005)
- It's Hard to Be a Nissemann (2005)
- Bygone Zone (2006)
- Gonna Get You Someday (2006)
- Daredevil Heat (2006)
- At the End of the Day (2006)
- Do You Wanna Taste It (2010)
- Wall Street (2012)
- The Bigger The Better (2012)

## Другие исполнители

### Heads'N Tails
- A Million Miles Away (1990)

### Прочие
- Servitørene i Rondo: Da Doo Ron Ron (1994)
- Diverse: 100% Vorspiel (1998)
- Bjørn Øyvind Bya: En annen skikkelse (1998)
- Morten Holm Pettersen: Blomsterøya (1999)
- Diverse: McMusic Hits 2005 (2005)
- Jan Groth: Bridges or Walls (2006)
- De Dresserte Elger: Året rundt (2006)
- Diverse: Melodi Grand Prix 2008 (2008)
- Sarpsborg Sparta FK: Sammen er vi blå (2008)
- Adam Schjølberg: The Start of Something (2008)
- Diverse: Allsang på Grensen (2008)
- Diverse: McMusic 46 (2009)
- Sarpsborg 08: Særping te jæ dør (2010)
- Diverse: Julens favoritter (2010)
- Gift to Japan: The Earth Is Trembling (2011)
- Mamas Garden: Desember (2011)
- The Jan Holberg Project: At Your Service (2013)
- Nergard: Memorial For a While (2013)
- Tore Moren: My Way or the Highway (2014)
- Diverse: Norwegian Power Ballads (2014)
- Paal Flaata, Vidar Busk & Stephen Ackles: En storslått hyllest til Elvis! (2016)
- Aunt Mary: New Dawn (2016)